# Szczukocice
Szczukocice – wieś w Polsce położona w województwie łódzkim, w powiecie piotrkowskim, w gminie Gorzkowice.
Pierwsza wzmianka o wsi pochodzi z roku 1386. W późniejszym okresie (XVI wiek) była własnością rodu Szczukockich herbu Jelita, stamtąd też ród ów się wywodzi. W wieku XVII wraz z Gorzkowicami przeszła w posiadanie Koniecpolskich herbu Pobóg a w następnym stuleciu Zarembów herbu Jastrzębiec. 
W latach 1975–1998 miejscowość administracyjnie należała do województwa piotrkowskiego.